# Piacenza di Antiochia
Piacenza di Antiochia (1235 circa – 22 settembre 1261) è stata regina consorte di Cipro, dal 1250, al 1253, reggente del Regno di Cipro e reggente del Regno di Gerusalemme, dal 1253 alla sua morte.

## Biografia

### Infanzia

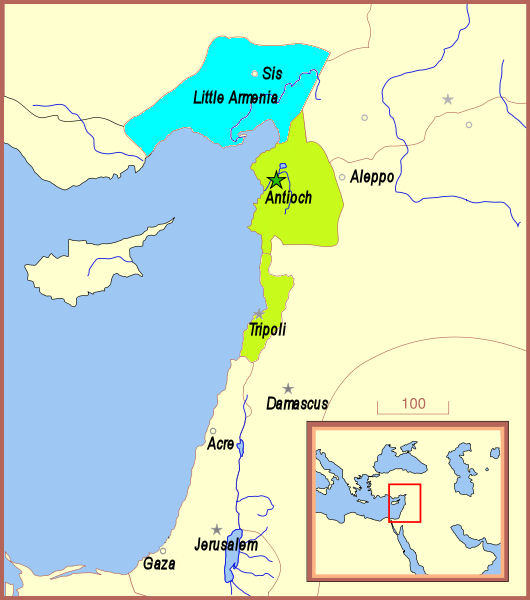
Boemondo V di Antiochia governò Antiochia e Tripoli (in verde), egli fu in conflitto con il Regno armeno di Cilicia (azzurro) fino a poco prima di morire.

Sia secondo il Recueil des historiens des croisades. Historiens occidentaux. Tome second, che secondo la Chroniques d'Amadi et de Strambaldi. T. 1 ed anche Les familles d'outre-mer, Piacenza era figlia del Principe d'Antiochia e Conte di Tripoli, Boemondo V, e  e di Luciana, figlia di Paolo Conti, signore di Valmontone, Sacco e Piombinara, uno dei nipoti di Papa Innocenzo III..
Boemondo V d'Antiochia era figlio del Principe d'Antiochia e Conte di Tripoli, Boemondo IV e di Plaisance di Gibelletto (m. 1217).

### Primo matrimonio

Ritratto di Enrico I di Cipro nella Basilica di Santa Caterina d'Alessandria, Galatina

Secondo Les familles d'outre-mer, Stefania, nel 1250, fu data in moglie al re di Cipro, Enrico I (1218 † 1253), che sia secondo Les familles d'outre-mer, che il Recueil des historiens des croisades. Historiens occidentaux. Tome second, Enrico era l'unico figlio maschio del secondo re di Cipro della dinastia dei Lusignano, Ugo I e di Alice di Champagne, che, ancora secondo il Recueil des historiens des croisades. Historiens occidentaux. Tome second, era la figlia secondogenita della regina di Gerusalemme, Isabella di Gerusalemme e del suo terzo marito, il  conte di Champagne, Enrico II, che, secondo la Chronica Albrici Monachi Trium Fontium, Enrico era il figlio maschio primogenito del Conte di Champagne (conte di Troyes e conte di Meaux) e di Brie, Enrico I il Liberale e di Maria di Francia, che, sia secondo il cronista e monaco benedettino inglese, Matteo di Parigi, che secondo la Chronica Albrici Monachi Trium Fontium, Maria era la figlia primogenita di Luigi VII, detto il Giovane, re di Francia, e della duchessa d'Aquitania e Guascogna e contessa di Poitiers, Eleonora d'Aquitania, che, ancora secondo la Chronica Albrici Monachi Trium Fontium, era la figlia primogenita del duca di Aquitania, duca di Guascogna e conte di Poitiers, Guglielmo X il Tolosano e della sua prima moglie, Aénor di Châtellerault († dopo il 1130), figlia del visconte Americo I di Châtellerault e della Maubergeon, che al momento della sua nascita era l'amante di suo nonno Guglielmo IX il Trovatore; il matrimonio viene confermato anche dal Recueil des historiens des croisades. Historiens occidentaux. Tome second, che dalla Chroniques d'Amadi et de Strambaldi. T. 1. 
Suo marito, Enrico I di Cipro morì nel gennaio del 1253, a soli 36 anni; secondo la Chroniques d'Amadi et de Strambaldi. T. 1, Enrico I morì il 18 gennaio e fu tumulato nella chiesa degli Ospitalieri di San Giovanni di Gerusalemme di Nicosia; la notizia della morte di Enrico I viene riportata anche dal Recueil des historiens des croisades. Historiens occidentaux. Tome second.
A Enrico I succedette proprio il figlio in fasce, Ugo, come Ugo II sotto la reggenza di Piacenza.

### Secondo matrimonio
Secondo la Chroniques d'Amadi et de Strambaldi. T. 1, Piacenza l'anno dopo, nel 1254, si risposò, in seconde nozze, con Baliano d'Ibelin, figlio del signore d'Arsuf, Giovanni d'Ibelin e di Alice di Kaifa. Il marito di Piacenza, Baliano, da poco, era stato fatto cavaliere dal re di Francia, Luigi IX il Santo, che si trovava in Palestina.

### Reggenza

Blasone di Boemondo VI d'Antiochia

Piacenza governò l'isola, per conto di Ugo II, appoggiandosi ai veneziani e ai pisani, sinché, nel 1257, nacquero problemi coi genovesi di Cipro, ed anche con quelli di Gerusalemme.
Allora, ancora secondo il Recueil des historiens des croisades. Historiens occidentaux. Tome second, suo fratello, Boemondo VI, principe d'Antiochia e conte di Tripoli, condusse lei ed il figlio, Ugo II, a San Giovanni d'Acri e assistette la sorella nella reggenza del regno di Gerusalemme.
Piacenza, nel 1258, si separò dal suo secondo marito, Baliano, e fece ritorno a Tripoli, assieme a Ugo II ed in quell'occasione lasciò che l'ex suocero, Giovanni, signore di Arsuf, si occupasse della reggenza del regno di Gerusalemme.

### Morte
Piacenza morì nel 1261, il 22 settembre, secondo il Recueil des historiens des croisades. Historiens occidentaux. Tome second.
Alla morte di Piacenza, nella reggenza del regno di Cipro per conto di Ugo II, subentrò il cugino primo di Ugo, anche lui di nome Ugo, che nel 1263, divenne reggente per conto di Ugo II anche per il regno di Gerusalemme, subentrando a sua madre, Isabella di Lusignano, sorella di Enrico I.

## Discendenza
Piacenza ed Enrico I di Cipro ebbero un figlio:
- Ugo, (1253 - 1267), Re di Cipro[22] e reggente del regno di Gerusalemme, come ci viene confermato anche dalla Chroniques d'Amadi et de Strambaldi. T. 1[23].

## Ascendenza
|                          |                        |                        | Genitori |  |  | Nonni |  |  | Bisnonni                 |  |  | Trisnonni            |  |
|                          |                        |                        |          |  |  |       |  |  | Boemondo III d'Antiochia |  |  | Raimondo di Poitiers |  |
|                          |                        |                        |          |  |  |       |  |  | Boemondo III d'Antiochia |  |  | Raimondo di Poitiers |  |
|                          |                        | …                      |          |  |  |       |  |  | Boemondo III d'Antiochia |  |  |                      |  |
| Boemondo IV d'Antiochia  |                        |                        |          |  |  |       |  |  | Boemondo III d'Antiochia |  |  |                      |  |
|                          |                        | Orgueilleuse di Harenc | …        |  |  |       |  |  |                          |  |  |                      |  |
|                          |                        | Orgueilleuse di Harenc | …        |  |  |       |  |  |                          |  |  |                      |  |
|                          |                        | Orgueilleuse di Harenc | …        |  |  |       |  |  |                          |  |  |                      |  |
| Boemondo V d'Antiochia   |                        | Orgueilleuse di Harenc |          |  |  |       |  |  |                          |  |  |                      |  |
|                          |                        | Ugo III Embriaco       | …        |  |  |       |  |  |                          |  |  |                      |  |
|                          |                        | Ugo III Embriaco       | …        |  |  |       |  |  |                          |  |  |                      |  |
|                          |                        | Ugo III Embriaco       | …        |  |  |       |  |  |                          |  |  |                      |  |
| Plaisance di Gibelletto  |                        | Ugo III Embriaco       |          |  |  |       |  |  |                          |  |  |                      |  |
|                          |                        | Stefania di Milly      | …        |  |  |       |  |  |                          |  |  |                      |  |
|                          |                        | Stefania di Milly      | …        |  |  |       |  |  |                          |  |  |                      |  |
|                          |                        | Stefania di Milly      | …        |  |  |       |  |  |                          |  |  |                      |  |
| Piacenza di Antiochia    |                        | Stefania di Milly      |          |  |  |       |  |  |                          |  |  |                      |  |
|                          | Riccardo Conti di Sora | …                      |          |  |  |       |  |  |                          |  |  |                      |  |
|                          | Riccardo Conti di Sora | …                      |          |  |  |       |  |  |                          |  |  |                      |  |
|                          | Riccardo Conti di Sora | …                      |          |  |  |       |  |  |                          |  |  |                      |  |
| Paolo dei Conti di Segni | Riccardo Conti di Sora |                        |          |  |  |       |  |  |                          |  |  |                      |  |
|                          |                        | …                      | …        |  |  |       |  |  |                          |  |  |                      |  |
|                          |                        | …                      | …        |  |  |       |  |  |                          |  |  |                      |  |
|                          |                        | …                      | …        |  |  |       |  |  |                          |  |  |                      |  |
| Luciana di Segni         |                        | …                      |          |  |  |       |  |  |                          |  |  |                      |  |
|                          |                        | …                      | …        |  |  |       |  |  |                          |  |  |                      |  |
|                          |                        | …                      | …        |  |  |       |  |  |                          |  |  |                      |  |
|                          |                        | …                      | …        |  |  |       |  |  |                          |  |  |                      |  |
| Filippa Galardo          |                        | …                      |          |  |  |       |  |  |                          |  |  |                      |  |
|                          |                        | …                      | …        |  |  |       |  |  |                          |  |  |                      |  |
|                          |                        | …                      | …        |  |  |       |  |  |                          |  |  |                      |  |
|                          |                        | …                      | …        |  |  |       |  |  |                          |  |  |                      |  |
|                          |                        | …                      |          |  |  |       |  |  |                          |  |  |                      |  |

### Fonti primarie
- (LA)  Monumenta Germaniae Historica, Scriptores, tomus XXIII.
- (FR)  Recueil des historiens des croisades. Historiens occidentaux. Tome second.
- (IT)  Chroniques d'Amadi et de Strambaldi. T. 1.
- (IT)  Chronique de l'Île de Chypre.

### Letteratura storiografica
- (FR)  Les familles d'outre-mer.